# Hans-Joachim Hannemann
Hans-Joachim Hannemann (5 de abril de 1915-6 de marzo de 1989) fue un deportista alemán que compitió en remo.
Participó en los Juegos Olímpicos de Berlín 1936, obteniendo una medalla de bronce en la prueba de ocho con timonel. Ganó una medalla de oro en el Campeonato Europeo de Remo de 1938.

## Palmarés internacional
| Juegos Olímpicos   | Juegos Olímpicos  | Juegos Olímpicos  | Juegos Olímpicos |
| Año                | Lugar             | Medalla           | Prueba           |
| ------------------ | ----------------- | ----------------- | ---------------- |
| 1936               | Berlín (Alemania) | Medalla de bronce | Ocho con timonel |
| Campeonato Europeo |                   |                   |                  |
| Año                | Lugar             | Medalla           | Prueba           |
| 1938               | Milán (Italia)    | Medalla de oro    | Ocho con timonel |